# Growl (logiciel)
Pour les articles homonymes, voir Growl.
 (septembre 2012).
Growl est un logiciel qui envoie des messages d'avertissement, pour le système d'exploitation Mac OS X. Les applications peuvent utiliser Growl pour afficher des messages de façon cohérente, sur les petits évènements qui paraissent importants à l'utilisateur. Cela permet aux utilisateurs de contrôler pleinement leurs messages, pour les développeurs d'applications, Growl aide à passer peu de temps à la création des messages et pour les développeurs de Growl se concentrer sur la facilité d'utilisation des messages.
Growl s'installe comme un panneau de préférences ajouté aux préférences système de Mac OS X. Cette fenêtre permet d'activer ou de désactiver les messages de Growl pour toutes ou certaines applications et de sélectionner des messages spécifiques pour chaque application.
L'application enregistre un « billet » avec Growl, puis envoie une messages arbitraire que Growl reçoit et affiche. Chaque notification fournit certaines informations telles que «Téléchargements terminés» ou le nom de la chanson qui est jouée dans iTunes. Les utilisateurs peuvent personnaliser l'affichage des messages et les désactiver.
Growl comprend des bindings pour les développeurs qui utilisent de l'Objective-C, du C, du Perl, du Python, du Tcl, de l'AppleScript, du Java, ou du Ruby comme langage de programmation, et est livré avec de multiples « plugins d'affichage », offrant des styles différents pour présenter les messages.

## Logiciels utilisant Growl
(avril 2012).
Le système de messages Growl est utilisé par plus de 200 logiciels, incluant :
- Adium
- aMSN
- Bloglines
- Coccinella
- Colloquy
- Cyberduck
- Evernote
- Chax
- Gizmo5
- HP Utility
- iCab
- iGTD
- iStumbler
- KisMAC
- LaCie Network Assistant
- Last.fm
- Mercury Messenger
- Mozilla Firefox
- NetNewsWire
- NewsFire
- OsiriX
- Pando
- PandoraJam
- pfsense
- Popcorn
- Proteus
- Psi
- Quicksilver
- Shiira
- Skype
- Spotify
- Stuffit Expander
- Transmission
- Transmit
- Trillian Astra
- Twitterrific
- Vienna
- VLC media player
- Yahoo! Messenger

Des plugins ou scripts existent pour ajouter les notifications Growl à iChat, iTunes (GrowlTunes), Mail, Thunderbird, Safari et Microsoft Entourage.
Le projet Growl maintient une section sur leur site web où sont listées les applications qui supportent Growl, nativement ou via des plugins. Certaines applications (surtout des scripts) ne sont pas listées car aucune page ne leur est dédiée, on ne peut donc pas faire de lien avec leurs développeurs.
Au 16 juin 2008, il semblerait que cela soit rétabli.